# Highgate Motor
Highgate Motor Co. war ein britischer Hersteller von Automobilen.

## Unternehmensgeschichte
Das Unternehmen aus Highgate begann 1903 mit der Produktion von Automobilen. Der Markenname lautete Highgate. Es bestand eine Verbindung zu Lacoste & Battmann. 1904 endete die Produktion.

## Fahrzeuge
Im Angebot stand nur ein Modell. Ein Einzylindermotor mit 6,5 PS Leistung, der je nach Quelle von Aster oder De Dion-Bouton kam, trieb die Hinterachse an. 1904 wurde das Modell etwas überarbeitet und erhielt dabei einen verbesserten Wabenkühler. Der Preis wurde gleichzeitig von 178,50 Pfund auf 131,25 Pfund gesenkt.